# 个人发展
个人发展（Personal Development）是指以下相关活动：提高自我意识，实现个人才华和发挥潜力，实现愿望或加强身份等等。个人发展并不局限于自我发展或自我帮助；它也有帮助其他人进行个人发展的内涵，包括向他人推荐个人发展方面的方法论、相关项目、工具、技术和评估系统。
在自我完善阶段，个人发展包括：
1. 成为渴望成为的個人；整合社会身份与自我认同。
2. 提高自我认识或确定优先事项、价值观念、生活方式或道德准则的选择。
3. 规划和实现理想，愿望，职业和生活方式的优先事项。
4. 发展潜能和培養专业技能；发展个人能力，在工作中学习。
5. 提高生活质量，包括在健康、财富、文化、家庭、朋友和社区等方面的个人发展。
6. 学习技巧和方法，增强自我认知，取得个人生活的控制力和自我智慧的实现。

支持和帮助其他人的个人发展是教师或导师们所应该具备的个人能力之一，如经理们发展其员工的能力；或是一种专业的服务，如提供培训，评估或辅导等等。
个人发展是一个包括两种不同市场的行业，这两种市场是：企业对个人和企业对机构。企业对个人市场，包括：书籍、激励性的演说、在线学习课程、研讨会、个人辅导、生活指导和其他技能，如瑜伽、健身中心、冥想和武术。企业对机构的市场则涵盖了达到数以百万计的接受高等教育的学生和数以亿计的公司员工，他们在企业内通过培训、员工发展计划、发展和评估工具、反馈、辅导和导师项目得到个人发展。一些咨询公司提供专业的个人发展项目，但也有许多通才咨询公司在此市场上表现活跃，他们的业务中包括领先的人力资源，招募和组织战略，另外还有大量的小型企业和个体专业人员提供咨询、培训和辅导。
在任何一个领域或级别的的发展——无论是经济、政治、生物、组织或个人的发展——为了准确评估发展是否达到实际的效果，一个基本框架是绝对必要的。个人发展的框架包括：为了界定终点所设立的目标或基准点，为了达到目标所设定的战略或计划，在进程中的衡量和评估，为了在个人发展道路上的界定里程碑而设定的各个水平或阶段，以及为了保证和支持整个流程所设计的反馈系统。

## 起源
哲学和宗教一直关注生命的意义：什么是美好的生活以及如何最好地发展自己。因此，技术和方法自古以来就已经存在：音乐、歌曲、舞蹈、诗歌朗诵、体育、武术和写作都是人们普遍进行的个人发展的活动。
历史学家米歇尔·福柯（Michel Foucault）在其著作《自我护理》（Care of the Self）中，描述了早在古希腊和罗马时代就已经开始应用的技巧“epimelia”，其中包括饮食、运动、禁欲、沉思、祈祷和忏悔，其中一些已成为基督教的主要做法。中国的传统技艺包括呼吸和能量演习（气功）、打坐、武术（武术和太极拳）以及和中医药联系紧密的饮食、按摩和针灸。在印度，瑜伽技巧对一些个人发展的学科起到了补充的作用，包括打坐（般若瑜伽）伸展和姿势（哈达瑜珈），呼吸（普拉纳瑜伽），性掌控（谭崔瑜珈）等。在伊斯兰教的传统，技术分为“dhikr”（正念的存在上帝），其中包括祈祷，背诵可兰经，静观，照顾精神中枢，其中包括音乐，舞蹈，唱歌和“Sufi dervishes”所创造的独特的旋转技术。
从两个古老的哲学系统中脱颖而出的个人发展，演化到今天已经涵盖了西方传统和东方传统。

### 亚里士多德与西方传统
在西方，个人发展理论受到了希腊哲学家亚里士多德（公元前384 -公元前322）的强烈影响，他将个人发展定义为一类实用的智慧。亚里士多德的“幸福生活”概念包括：发展一个人的优点（arête）以期达到幸福（eudaimonia），“eudaimonia”通常翻译为幸福，但更准确地理解为“人性繁荣”或“好的生活” 。亚里士多德的理论至今仍然在持续影响西方社会对于的个人发展这一概念的理解，这一点在人类发展经济学和积极心理学中特别突出。 

### 孔子和东亚传统
在中国，孔子（公元前551 -公元前479）是一个完整哲学体系的创始人。他的哲学思想仍然继续影响着中国和许多亚洲国家的家庭观念、教育和管理。在《大学》中，孔子明确表明个人发展是管理家庭和国家的源泉：
|  | 古之欲明明德于天下者，先治其国：欲治其国，先齐其家；欲齐其家，先修其身；欲修其身者，先正其心；欲正其心者，先诚其意；欲诚其意者，先致其知；致知在格物。 |

在20世纪90年代后期，一场就亚洲价值观问题的激烈辩论似乎在家庭价值观、社会秩序的维持以及个人自由问题上，与孔子和亚里士多德的思想相左。虽然辩论很快被平息，亚里士多德哲学和孔子思想所产生的文化差异却依然存在。根据领导力研究领域专家和作家弗兰克·盖洛（Frank Gallo）的理论，将西方的概念原封不动地推行进儒家管理文化中是不可能的：
|  | 中西方文化在员工看待领导的方式、员工对领导的期待、以及领导对员工的看待方式等方面均有重大的差异。此外，中西方人的生活方式也有很多不同，一些西方人珍视的价值观，在中国却不一定被看重。 |

## 心理学里的个人发展
心理学与个人发展有所联系并非始于弗洛伊德，而是和他唱反调的徒弟：阿尔弗雷德·阿德勒（Alfred Adler,1870-1937）以及卡尔·古斯塔夫·荣格（Carl Gustav Jung,1875-1961）。 
阿德勒反对把心理学仅仅局限为精神疗法，或者仅仅单一强调无意识的驱动作用或者儿童时期的经历；相反，他主张更多地强调个人内心深处的热望和抱负。同时，阿德勒也是提出“生活方式”这一概念的始祖。
卡尔·荣格很早就对个人发展概念的发展做出贡献：他提出了“个体化”的概念。荣格把“个体化”视为个人对自身完整性和平衡性追求的内在驱动力。
荣格早期提出的生命阶段（life stages）的概念，后来得到丹尼尔·莱文森（Daniel Levinson，1920-1994）运用社会学观点进行的巨大发展。莱文森最重大的发现就是：个人内心的热望和抱负在整个生命旅程中都影响着个人的发展；他把这种热望和抱负叫做“梦想（Dream）”：
|  | 对于年轻人来说，无论他的梦想是什么，他都有赋予其梦想伟大意义并且实现梦想的能力。他的现实生活与梦想亦或一致，亦或受到影响，亦或相互冲突，这些都会让他的生活变得截然不同。如果梦想和现实生活毫不相干，它只会悄然灭亡；随之死去的还有他的生活下去的动力和目的。 |

生命周期社会学意义上的变动已经在很大程度上改变了莱文森7个生命阶段的模型。
关于成功实现目标的研究由阿尔波特·班杜拉（Albert Bandura）来继续。班杜拉提出：自我效能感(self-efficacy) 能够最合理地解释为什么具有同等知识水平和技能的人做同一件事情所呈现的最终结果却往往截然不同。班杜拉认为可以根据个人的自信程度来对是其否能取得成功做出强有力的预测，原因是：
1. 它驱使个人期待自己取得成功。
2. 它允许个人承担风险、制定具有挑战性的目标。
3. 它鼓励个人即使面对最初的失败也能屡败屡战。
4. 它帮助个人在严峻的形势面前掌控自己的情绪和恐惧。

1998年，随着马汀·塞利格曼（Martin Seligman）当选为美国心理学协会主席，并且提出要把重心从对病理学的研究转移到对健康个体的关注上来，个人发展的概念从心理学里的边缘地位一跃而至其中心地带：
|  | 我们发现人类本身所具有的一系列优势最能够帮助我们抵御种种精神疾病，比如：勇气、乐观、人际交往的能力，工作道德，希望，诚实和坚持。这样，如何抵御精神疾病的很大程度上就转变为如何创建一门关于人性优势的科学，这门科学将主要致力于帮助年轻人们培养这些品质。 |

## 高等教育里的个人发展
1810年，德国柏林大学（现为：柏林洪堡大学）校长威廉·冯·洪堡（Wilhelm von Humboldt）发表演说：“……如果有什么机构是最需要在个人发展上承担其责无旁贷的责任的，这就是教育——一贯以培养个体作为宗旨的教育。”。这标志着个人发展的概念正式成为教育体系的一部分并且成为现代大学成立的一个明确目标。
20世纪60年代的美国，大学的招生数量与日俱增，研究人员们借此契机对大学生们个人发展的需求进行了分析。亚瑟·曲克令（Arthur Chickering）为年轻大学生们定义出了7个个人发展矢量： 
1. 发展个人胜任力
2. 管理情绪
3. 获得个人自主权的同时，培养群体相互依存性
4. 培养成熟的人际关系
5. 创建身份
6. 发展目标
7. 诚实可信

在英国，高等教育调查委员会于1997年提交的《迪林报告》（Dearing Report）里表明高等院校向学生提供的不能仅仅局限于学术教学，还应该对学生的个人发展负责。这标志着个人发展在高等教育方针中占据了中心位置。2001年，一家质量评估机构向英国的高等院校提供了提高个人发展的指南：
|  | 个人發展是一项结构严谨、获得支持的学习发展流程。在这个流程中，个人承担思考自己学习过程、行为表现以及（或者）成绩功效的义务；同时，个人还肩负着对自己生活、学习、职业发展进行规划的责任； |

|  | 制定与学生發展明确相关的目标；加深学生对“学什么”以及“如何学”的理解；提高学生对自己的学习过程进行回顾、计划并且承担责任的能力。 |

20世纪90年代，商学院开始设立旨在培养学生领导力以及职业发展规划能力的特定的个人发展项目。1998年，欧洲管理發展基金会（European Foundation for Management Development）设立了欧洲质量认证体系（Equis accreditation system），明确指出：个人发展必须成为学生学习过程的一部分，通过实习、团队项目、海外工作或游学经历来体现。 全球首个在商学院学生中实行的个人发展认证项目是由个人发展咨询公司Metizo和法国马赛商学院于2002年联合创办的：该项目不仅仅要求学生完成作业，还要求学生具备展现自我认知和获得成功的个人发展胜任力。
作为一种教育理念和研究领域，个人发展已经成为一门特定的学科。这门学科往往为商学院所采用，同时也和很多其他学科相互联系：在对学习和评估问题的研究上 ，个人发展与教育学相互联系；在对激励因素和人格特征的研究上，个人发展与心理学相互联系；在对身份和社会人际网络的研究上，个人发展与社会学相互联系；在对人力资本和经济价值的研究上，个人发展与经济学相互联系；在对道德和自我认知的研究上，个人发展又和哲学密不可分。

## 管理学里的个人发展
在工作环境下，第一个提出个人发展概念的著名人物是亚伯拉罕·马斯洛（Abraham Maslow），在他的需求层次理论中，提到最高层次的需求是自我实现，定义为：
|  | ……成为越来越接近真我的渴望，一个人能够实现任何可能性的渴望。 |

由于马斯洛本人相信只有极小部分的人是自我实现者——估计1%左右——他的需求层次理论自然带有局限性地把个人发展当作组织架构金字塔顶端人物的需求，而工作安全感和良好的工作环境则能够满足绝大多数员工的需求。
当大型组织和劳动力市场变得更加全球化，发展的责任逐渐从公司转换到个人。1999年，管理思想家，彼得·德鲁克（Peter Drucker）在《哈佛商业评论》中写道：
|  | 我们生活在一个充满空前机会的时代：如果你足够聪明和有野心的话，你可以上升到所选择的职业的顶端，不论你从何处开始。但是责任伴随着机会，今天的公司无法掌控他们员工的职业计划。作为知识产业工人，必须有效地成为他们自身的CEO. 在可能持续长达50年的职业生涯里，你要自己开拓疆土，把握改变的时机，保持敬业度和生产力。 |

伦敦商学院的管理学教授苏曼特拉·戈夏尔（Sumantra Ghoshal）和和哈佛商学院的克里斯托弗·巴特里特（Christopher Bartlett）在1997年写到公司必须个性化地管理员工，建立新的工作合同。 一方面， 公司必须承认个人发展能够创造经济价值，因为：
|  | 市场绩效并非来自于高级经理的全能智慧，而是来自于所有员工的主动性，创造性和技能。 |

另一方面，员工应该认识到，他们的工作包括个人发展，并： 
|  | …拥抱持续学习和个人发展所带来的振兴力量。 |

职业管理从攀登组织阶梯的过程转变为个人发展的历程：调查显示女性的职业具有明确的发展需求，职业改变影响个人的工作身份，工作和生活的优先次序在一个人的职业生涯中必须不断调整和平衡。
公司的个人发展项目划分为两大类：员工福利和发展策略。
作为员工福利，目的是为了提高满意度，激励度和忠诚度。员工调查帮助公司发现个人发展的需求，偏好，和问题，利用结果来设计福利项目。典型的项目包括工作生活平衡，时间管理，压力管理，健康项目和心理咨询。许多项目和员工自己在工作以外付钱的类似：瑜珈，运动，军事艺术，金钱管理，积极心理学，NLP等等。
作为投资，个人发展项目肩负增加人力资本或提高生产力，创新力或质量的目标。这样的项目不是被当作成本，而是结果与公司策略性发展目标相关联的投资。能被公司选中参加这些项目的人员要素是员工的价值观和未来的潜力，通常由一套人才管理架构来决定，如占一定比例的新员工，高潜力人才，高绩效人才，关键员工，调查员，技术专家和未来领导人。其他的项目则是适用于大多数甚至是所有员工的。典型的项目包括职业发展，个人有效性，团队合作，和胜任力发展。个人发展也出现在管理工具里，如和你的经理一起创建一份个人发展计划，使用胜任力模型评估个人能力，通过360度反馈问卷得到不同层次同事的反馈。 